# Die Frauen von Ravensbrück
Die Frauen von Ravensbrück ist ein 2005 veröffentlichter Dokumentarfilm mit mehr als 200 Interviews mit Überlebenden der berüchtigten Frauen-Konzentrationslager Moringen, Lichtenburg und Ravensbrück.
Die Regisseurin Loretta Walz hat 25 Jahre lang Frauen aus West- und Osteuropa nicht nur nach ihren Erfahrungen in nationalsozialistischen Konzentrationslagern, sondern auch nach ihrem ganzen Leben gefragt. Ihr Film  gewann den Adolf-Grimme-Preis 2006 in der Wettbewerbskategorie Information & Kultur.

## Inhalte
Im Zweiten Weltkrieg waren mehr als 100.000 Frauen aus Ländern in West- und Osteuropa in Ravensbrück inhaftiert. Zehntausende starben. 
Bei denen, die die Haft überlebten, hinterließen Lager, Todesbedrohung, Hunger und Seuchen bleibende Schäden an Körper und Seele.
48 Frauen erzählen in dem Film von der entwürdigenden Ankunft, dem Zählappell, der Zwangsarbeit, medizinischen Experimenten, den Sterilisationen und vom Hunger.

## Bewertung
Zitat der Grimme-Jury: „Im Zentrum des Films aber steht die lebendige und genaue Erinnerung der Frauen. Gerade die konkreten und individuell geprägten Geschichten, die Details, in denen die ganze Grausamkeit des Lebens und Sterbens im Lager sich ausdrückt, hinterlassen bei den Betrachtern einen nachhaltigen Eindruck.“